# Chef-du-Pont

Chef-du-Pont este o comună în departamentul Manche, Franța. În 1 ianuarie 2018 avea o populație de 670 de locuitori.